# Fleischerobryum
Fleischerobryum là một chi rêu trong họ Bartramiaceae.